# Östbo-Västbo kontrakt
Östbo-Västbo kontrakt är ett kontrakt i Växjö stift inom Svenska kyrkan.
Kontraktskod är 0609.

## Administrativ historik
Kontraktet bildades 2012 av de ingående församlingarna i Östbo kontrakt och Västbo kontrakt. 
2013 slogs Nydala församling och Fryele församling ihop och bildade Nydala-Fryele församling fortsatt inom Värnamo pastorat.
2014 uppgick Södra Hestra och Gryteryds församlingar i Burseryds församling. Reftele, Ås och Kållerstads församlingar bildade Västbo S:t Sigfrids församling. Skillingaryds församling bildades av Tofteryds, Åkers och Hagshults församlingar
2018 överfördes Norra Hestra församling från Skara stift till Växjö stift och Östbo-Västbo kontrakt. 
2023 uppgick Nydala-Fryele församling i Värnamo församling.

## Kontraktsprostar
| Ämbetstid | Namn               | Levnadstid | Övrigt                        |
| --------- | ------------------ | ---------- | ----------------------------- |
| 2025      | Marianne Häggkvist |            | Kyrkoherde i Gnosjö pastorat. |